# سمی زین
رمی سبی (به انگلیسی: Rami Sebei) (زاده ۱۲ ژوئیهٔ ۱۹۸۴) یک کشتی‌گیر حرفه‌ای اهل کانادا و اصالتا لبنان ای است که با نام سمی زین در مسابقات کشتی حرفه‌ای شرکت می‌کند. او هم اکنون با کمپانی دبلیودبلیوئی قرارداد دارد.

## دوران کشتی حرفه ای

رمی سبی در سال 2023

### اولین و سندیکای بین المللی کشتی (۲۰۰۲-۲۰۰۹)
سبئی زیر نظر جری تویت و ساویو وگا تمرین کرد و اولین کشتی حرفه ای خود را در ۱ مارس ۲۰۰۲ برای ارتقاء FLQ در کبک به عنوان استیوی مک فلای انجام داد. در ۱۴ ژوئیه ۲۰۰۲، به عنوان ال جنریکو، اولین سندیکای کشتی بین‌المللی (IWS) خود را در رویداد Scarred For Life در یک پیروزی احساب کردن انجام داد، در ۱۸ اکتبر ۲۰۰۳، در Blood, Sweat and Beers، Generico در یک مسابقه سه جانبه با شرکت کوین استین به کارل اوئلت شکست خورد. 
در ۱۵ نوامبر در رویداد Payback's A Bitch، ال جنریکو کوین استین را در اولین مسابقه انفرادی خود در برابر یکدیگر شکست داد،  IWS پنجمین سالگرد خود را با عنوان "V" در ۱۵ ژوئن ۲۰۰۴ در Le SPAG برگزار کرد، جایی که جنریکو PCO را در مسابقه عنوان IWS برای اولین قهرمانی سنگین وزن جهان IWS شکست داد، اما کوین استین موفق شد رقیب شماره یک خود را که در اوایل سال گذشته به دست آورده بود، پس بگیرد. 
در شب مقابل Excess 69. جنریکو برای قهرمانی سنگین وزن جهان IWS به استین باخت.
در ۱۱ سپتامبر در CZW High Stakes II، Generico، Steen و Excess 69 به SeXXXy Eddy در یک مسابقه چهار طرفه IWS شکست خوردند که به طور غیررسمی به عنوان "مسابقه CZW سال" انتخاب شد، در ۲۰ آگوست ۲۰۰۵، در Extreme Dream II، Generico در مسابقه نهایی مسابقات Extreme Dream Tournament برای قهرمانی IWS Canadian مغلوب کریس بیشاپ شد. در ۱۶ فوریه ۲۰۰۸، جنریکو کوین استین را برای قهرمانی سنگین وزن جهانی IWS در Violent Valentine شکست داد. 
در ۲۲ مارس، در «دشمنان خود را بشناسید»، جنریکو مسابقات قهرمانی سنگین وزن جهانی IWS را در یک مسابقه سه جانبه با شرکت مکس بویر به استین باخت.

### چریکه حرفه ای کشتی کج (۲۰۰۴ تا ۲۰۱۳)
در سال 2004، اعضای IWS شروع به حضور در شرکت مستقل محبوب Pro Wrestling Guerrilla (PWG) کردند. ال جنریکو قهرمانی تگ تیم جهانی PWG را پنج بار با چهار شریک مختلف برگزار کرد: با Human Tornado به عنوان ۲ پسر سیاه پوست، کویکس سیلور در نقش کیپ فیر، کوین استین و پل لندن در نقش Peligro Abejas!. جنریکو همچنین تنها شرکت‌کننده‌ای است که از سال 2005 در هشت مسابقه اول نبرد لس‌آنجلس حضور داشته است. 
در 24 فوریه 2007، جنریکو شریک سابق تورنادو را شکست داد و در طول قهرمانی خود با کیپ فیر، قهرمان قهرمانی جهانی PWG شد. بعداً در همان سال، در حالی که جنریکو هنوز قهرمان جهان بود، او و استین برای کمربند، PAC و رودریک استرانگ را شکست دادند و جنریکو را به تنها مردی در تاریخ PWG تبدیل کرد که نه یک بار، بلکه دو بار در یک زمان، هر دو عنوان World و World Tag Team را به دست آورد. . 
در اواسط سال 2009، جنریکو با تیم برچسب Men of Low Moral Fiber، متشکل از کنی امگا و چاک تیلور، کلت کابانا، داور ریک ناکس، و شریک سابق Human Tornado (که عملاً 2 گای لاغر را مجدداً به سیاه‌پوست ملحق می‌کند) وارد دعوای طولانی شد. 
کنارش بایست در مراسم ششمین سالگرد PWG، Threemendous II، 2 Skinny Black Guys قهرمانان فعلی The Young Bucks را در یک مسابقه غیر عنوانی شکست دادند و اولین باخت تگ تیم Bucks را در تقریباً یک سال و نیم به دست آوردند. در 21 نوامبر در دومین شب نبرد 2009 لس آنجلس، جنریکو و کوین استین در یک مسابقه عنوان قهرمانی مقابل باکس شکست خوردند.[23] بعدها، او و کابانا، قهرمان جدید جهانی PWG، کنی امگا را از دست برایان کندریک و باکس نجات دادند و با او صلح کردند، زیرا آنها اکنون یک دشمن مشترک داشتند.
در 9 مه 2010، جنریکو با «مسافر بی‌باک» پل لندن همکاری کرد تا دو نفری را تشکیل دهند که با نام ¡Peligro Abejas معرفی شدند! (ترجمه شده به عنوان زنبورهای خطرناک!) در چهارمین دوره مسابقات سالانه تگ‌های هشت تیمی Dynamite Duumvirate Tag Team Title Tournament. 
جنریکو و لندن پس از شکست دادن چاک تیلور و اسکات لاست در دور اول و بریسکو برادرز (جی و مارک) در نیمه نهایی، یانگ باکس را در فینال مسابقات شکست دادند تا نه تنها برنده DDT4، بلکه تیم تگ جهانی PWG نیز شوند. 
چمپیونشیپ، پنجمین باری است که جنریکو این عنوان را دارد، در 11 دسامبر 2010، ال جنریکو در مسابقات قهرمانی جهانی PWG، زمانی که ¡Peligro Abejas! با موفقیت از قهرمانی تگ تیم جهانی PWG در برابر کریس هیرو و قهرمان جهانی PWG، کلودیو کاستانولی، تیمی که در مجموع به عنوان پادشاهان کشتی شناخته می‌شوند، دفاع کرد.
جنریکو در مسابقات قهرمانی جهانی PWG در تاریخ 29 ژانویه 2011، در طول آخر هفته WresleReunion 5 ضربه خود را دریافت کرد، اما توسط Castagnoli شکست خورد، در 9 آوریل، ال جنریکو با ریکوشت، که جای لندن را پر کرد و نتوانست در این رویداد ظاهر شود، در مسابقه‌ای قرار گرفت، جایی که آنها قهرمانی تگ تیم جهانی PWG را به یانگ باکس بازگرداندند.
در 20 آگوست، جنریکو وارد نبرد 2011 لس آنجلس شد و کلودیو کاستانولی و ویلی مک را در مسابقات دور اول و نیمه نهایی خود شکست داد. بعداً در همان شب، جنریکو رقیب قدیمی کوین استین را در فینال شکست داد و برنده مسابقات شد و اولین کسی شد که قهرمانی PWG World و World Tag Team و همچنین مسابقات DDT4 و Battle of Los Angeles را به دست آورده است. 
در این روند، جنریکو برای خود مسابقه قهرمانی جهانی استین PWG نیز به دست آورد، در 22 اکتبر، ال جنریکو در یک مسابقه نردبانی، به دنبال مداخله خارجی از یانگ باکس، استین را شکست داد و PWG World را برد.قهرمانی برای دومین بار. در 17 مارس 2012، ال جنریکو در یک مسابقه سه جانبه، که شامل ادی ادواردز نیز می‌شد، دوباره این عنوان را به استین از دست داد.
پس از توافق با WWE، ال جنریکو خداحافظی خود را برای PWG در 12 ژانویه 2013 انجام داد، زمانی که او و کوین استین وارد مسابقات عنوان تیم تگ Dynamite Duumvirate 2013 شدند. پس از پیروزی بر برادران بریسکو و فیچر شوک (آدام کول و کایل اوریلی)، ال جنریکو و استین در فینال مسابقات توسط یانگ باکس شکست خوردند.

### پیوستن به دبلیودبلیوئی
او در کمپانی دبلیودبلیوئی برای نخستین بار در رویال رامبل (۲۰۱۶) شرکت کرد و قبل از رسلمانیا وارد راستر دبلیو دبلیوئی شد. همچنین زین در رسلمانیا ۳۲ سر کمربند بین قاره ای به مصاف شش سوپر استار دیگر رفت که در آن توفیقی پیدا نکرد. او مدتی عضوی از گروه بلادلاین بود و پس از خارج شدن از آن در رسلمانیا با کوین اونز در مسابقه ای بر سر کمربند تگ تیم به مصاف جی ‌و جیمی اوسو رفتند و پیروز شدند و پس از مدتی در مصاف با جاجمنت دی اون رو از دست دادند . او در رسلمانیا ۴۰ بر سر کمربند بین قاره ای به مصاف گانتر رفت و پیروز شد. او هم اکنون قهرمان کمربند بین قاره ای است .